# Sławna jak Sarajewo
Sławna jak Sarajewo – polski film wojenny z 1987 roku w reżyserii Janusza Kidawy, zrealizowany na podstawie powieści Leona Bielasa.
Plenery: Spała (wieża ciśnień, dom wczasowy „Rogacz” przy ul. Mościckiego), stacja kolejowa Dęba Opoczyńska w gminie Poświętne, szczyt Równica w Beskidzie Śląskim.

## Opis fabuły
Opowieść w poetyce ludowej, „hultajskiej” baśni, która rozgrywa się przed i w trakcie II wojny światowej na Górnym Śląsku. Filmowa Konewka awansowała ze wsi na miasto. W okolicy działają partyzanci, w tym oddział dowodzony przez Kozuba. Przez Konewkę ma przejechać pociąg specjalny, który w wyniku nieporozumienia zostaje wzięty za pociąg Adolfa Hitlera. Partyzanci chcą dokonać zamachu na ten pociąg i zabić Hitlera, dzięki czemu miejscowość stałaby się sławna jak Sarajewo po zamachu w 1914 roku.

## Obsada aktorska
- Andrzej Dopierała – Kozub
- Mirosław Krawczyk – przedsiębiorca Grychtolick
- Igor Kujawski – gestapowiec Klempner
- Jerzy Łapiński – burmistrz Hinz
- Witold Pyrkosz – Szafraniec
- Maria Kotowska – Szafrańcowa
- Ewa Leśniak – Kozubowa
- Joanna Bartel – Cyla
- Marta Straszna – Czardybonka
- Andrzej Kozak – listonosz Witalis Chroboczek
- Katarzyna Śmiechowicz - piosenkarka Zuzia
- Mariusz Saniternik – Czogała
- Jan Tesarz – Oswald Bocoń, właściciel tartaku
- Ryszard Jabłoński – Hanik
- Edward Kusztal – policjant Pitera
- Leon Niemczyk – major
- Lidia Bienias – Rajcula
- Jadwiga Spyra – Szmatloszka
- Maria Probosz – Gerda, córka Grychtolicka
- Bogusław Augustyn – tajniak
- Damian Buczyński(inne języki) – Eras, syn Grychtolicka
- Zbigniew Borek